# Lepidiella cervi
Lepidiella cervi är en tvåvingeart som först beskrevs av Satchell 1955.  Lepidiella cervi ingår i släktet Lepidiella och familjen fjärilsmyggor. Inga underarter finns listade i Catalogue of Life.